# Djevuška
A Djevuška a Srebrna krila együttes 1983-ban, a Jugotonnál megjelent nagylemeze. Katalógusszáma: LSY-61861.

## Az album dalai

### A oldal
1. Marinela hvala ti (2:37)
2. Plavi snjegovi (3:07)
3. Di-a-de (2:45)
4. Djevuška (3:30)
5. Bongo bongo (3:29)

### B oldal
1. Ti mi se dopadaš (3:16)
2. Sonja	(3:33)
3. Dal' da ti ruku dam (2:48)
4. Neću suze na tvom licu (2:57)
5. Pošalji mi jastuk na kojem sanjaš (3:37)